# 1924년 이탈리아 총선
1924년 이탈리아 총선은 1924년 4월 6일 이탈리아의 대의원 의원을 선출하기 위해 실시된 총선거이다. 베니토 무솔리니의 국가 파시스트당이 집권한 로마 진군이 있은 지 2년 뒤에 실시된 선거로, 무솔리니의 일당독재를 보장하기 위한 아체르보법의 제정에 따라 실시되었다. 아체르보법은 최다 득표 정당이 전체 득표율의 25% 이상을 얻으면 의회 의석의 3분의 2를 자동으로 차지하도록 규정했다.
무솔리니가 이끈 국가명부 (파시스트와 소수 자유주의 정당 간 연합)은 유권자들에게 위협적인 선거전략에 나섰으며 그 결과 압승을 거두어 전체 의석수 3분의 2를 차지하는 데 성공하였다. 이 선거 이후로 다당제는 폐지되었으며 1946년 이탈리아 총선에 이르러서야 다당제가 부활하였다.

## 배경

### 로마 진군

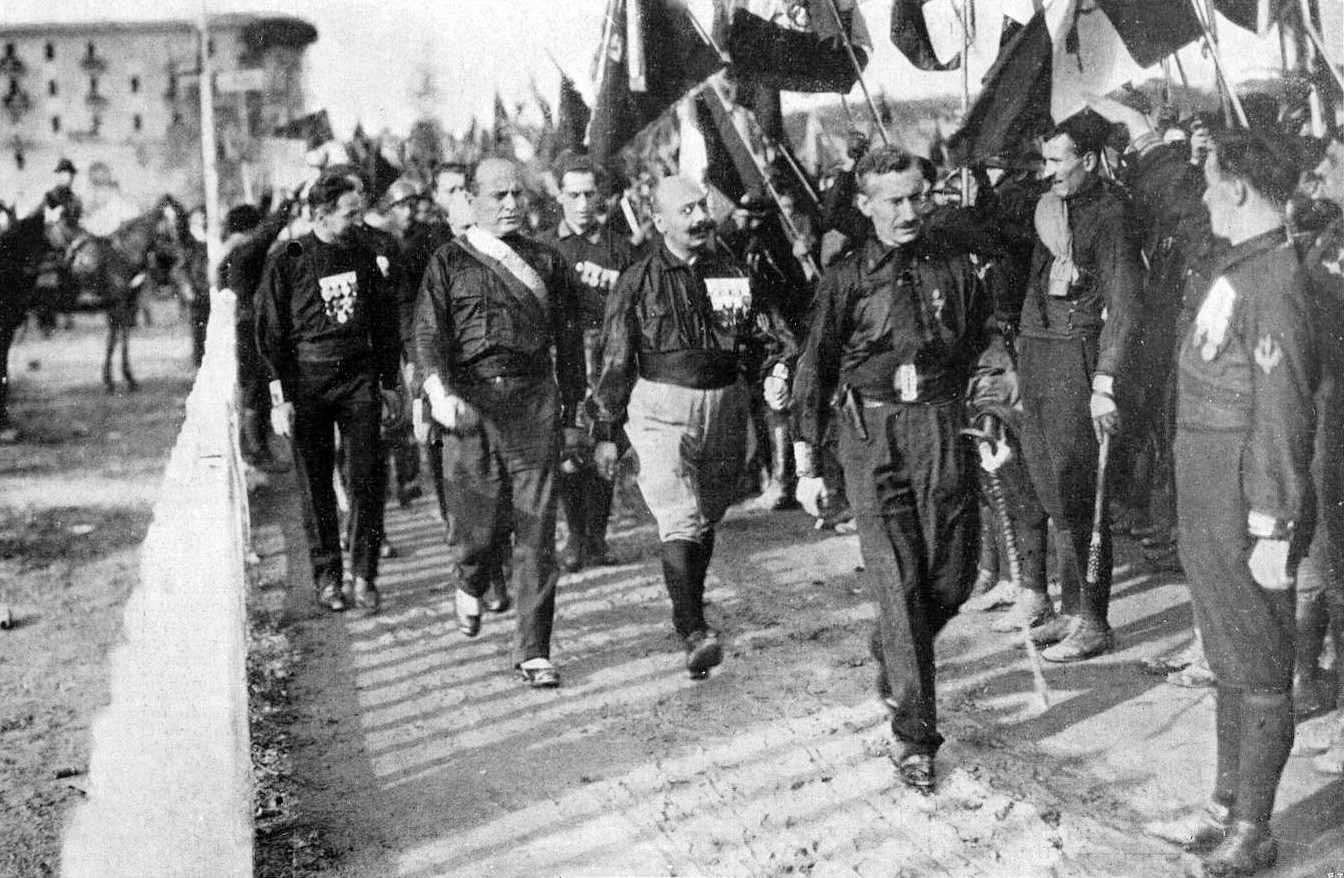
1922년 10월 로마 진군 당시 베니토 무솔리니와 파시스트 검은 셔츠단

1922년 10월 22일, 국가 파시스트당의 지도자 베니토 무솔리니는 약 3만 명의 이탈리아 파시스트 세력을 대동하고 쿠데타를 벌였다. 당시 파시스트 세력은 이를 로마 진군으로 명명하였다. 파시스트 세력을 이끄는 4인 지도자 (스콰드리)였던 에밀리오 데 보노 장군, 이탈로 발보, 미켈레 비앙키, 체사레 마리아 데 베키가 진군을 주도하였고 무솔리니는 진군 과정에서 배후에 머물렀다. 이 과정에서 무솔리니는 파시스트 세력과 행진하는 자신의 모습을 사진으로 남기게 하였다. 10월 18일 진군 준비 과정에는 구스타보 파라와 산테 체케리니 장군도 힘을 보탰으며, 디노 페론 콤파니 후작과 울리세 이글리오리도 진군 조직에 가담하였다.
1922년 10월 24일, 무솔리니는 나폴리에서 열린 파시스트 당대회에서 6만 명의 당원이 지켜보는 가운데 "우리의 계획은 간단하다. 우리는 이탈리아를 통치하고자 한다"고 선언했다. 이후 검은 셔츠단은 이탈리아의 전략적 요충지를 점령하고 수도 로마로 향하기 시작했다. 10월 26일 안토니오 살란드라 전 이탈리아 총리는 루이지 팍타 현 총리에게 무솔리니가 총리직 사임을 요구하며 로마 진군을 준비하고 있다고 경고했다. 팍타는 살란드라의 말을 믿지 않고, 무솔리니는 자신의 지도 하에 조용히 통치할 것이라고 판단하였다. 로마 외곽에 파시스트 군대가 집결하여 정부를 압박하기에 이르자, 총리직을 사임했으나 실권을 쥐고 있던 팍타 전 총리는 로마에 계엄령을 선포하였다.

### 무솔리니의 총리 취임
팍타 전 총리는 이전에 비토리오 에마누엘레 3세 국왕을 접견했을 때 파시스트 세력에 폭력을 써서라도 진압할 것을 논한 적이 있었기에 이번에도 국왕이 진압을 승인할 것으로 예상하였다. 그러나 비토리오 에마누엘레 3세 국왕은 군사동원령 승인을 거부하였다. 10월 28일 비토리오 에마누엘레 3세는 군부와 재계, 우파세력의 지지를 받은 무솔리니를 총리에 임명할 것을 선언하였다.

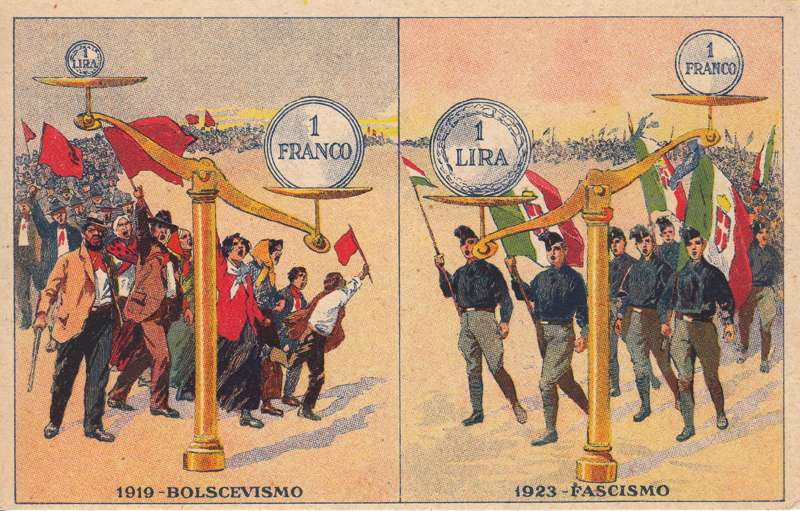
파시스트 세력이 발행한 엽서. 파시스트와 사회주의 세력의 충돌 속에서 자신들의 시대임을 선전하고 있다.

파시스트 세력의 진군에 참여한 인원은 3만 명보다 적었지만, 비토리오 에마누엘레 3세 국왕은 팍타 정권이 충분히 강고하지 않다고 보았고 파시즘도 더 이상 체제의 위협으로 여기지 않았기에 내전에 빠질 것을 두려워했다. 10월 29일 무솔리니는 약 2만 5천명의 검은 셔츠단이 로마에서 행진을 벌이는 동안 내각수립을 국왕으로부터 요청받았다. 로마 진군은 이후 파시스트 세력이 선전하던 권력장악의 수준에서 그치지 않고 헌법적 기반 내에서 권력을 이양하는 데 결정적인 역할을 하였다. 이러한 권력이양은 파시스트 세력의 협박에 직면한 공권력의 항복이 있었기에 가능했다. 이탈리아 재계와 금융업계 대표들은 무솔리니의 초창기 연설에서 자유시장과 자유방임주의 경제를 강조하는 것을 보고 자신들의 입맛에 맞춰줄 것을 기대하였다. 실제로 무솔리니는 경제적 자유주의 성향의 장관을 임명하였으나 1929년 대공황의 여파가 이탈리아를 휩쓸자 금융위기를 막기 위해 국가의 경제개입 강화에 나섰다.
1922년 10월 쿠데타는 파시스트 정당에 직접적인 권력을 부여하지는 못했으나, 무솔리니는 국왕과의 타협으로 이탈리아 총리직에 오르는 데는 성공하였다. 이후 국가 파시스트당은 아체르보법 제정을 추진하며 의회장악에 나섰다. 아체르보법은 1923년 11월 이탈리아 왕국 의회에서 통과되었으며, 전체 득표율의 최소 25%를 확보한 최다 득표 정당에 원내 의석의 3분의 2를 얻는다고 규정했다. 나머지 3분의 1은 비례대표제를 통해 다른 정당에 배분되었다. 이로써 1924년 총선은 아체르보법에 따라 실시된 최초이자 유일한 다당제 총선거가 되었다.

### 선거 이후
선거가 치러지고 몇 주 뒤 단일사회당 대표 자코모 마테오티는 의회연설에서 부정선거를 이유로 선거를 무효화해야 한다는 뜻을 천명하였다. 이에 검은 셔츠단은 6월 10일 마테오티 대표를 암살하는 것으로 대응했고, 이것이 큰 파문을 일으키며 무솔리니 정권에 일시적인 위기를 불러일으켰다. 1924년 12월 31일 검은 셔츠단의 대표들은 무솔리니를 만나, 반대파를 분쇄하지 않으면 자체 행동에 나서겠다는 최후통첩을 전달했다.
본인의 집권에 일조한 무장세력의 반란을 두려워한 무솔리니는 검은 셔츠단의 통첩을 받아들이고 민주주의의 외양을 버리기로 결정했다. 1925년 1월 3일, 무솔리니는 대의원에서의 격렬한 연설을 통해 4인 지도자의 폭력에 대해 책임을 지겠다고 인정하면서도 마테오티 대표의 암살은 일절 언급하지 않았다. 이날 연설 이후로 파시스트 세력이 의회를 장악한 상태에서 여러 법안을 통과시켜, 이탈리아에서 지켜져 왔던 민주적 자유를 제한하고 폐지하였기에 이탈리아 파시스트 독재의 출발점으로 평가받고 있다.

## 참여 정당
| 정당 | 정당                       | 이념            | 대표                   | 선거 전 지위 |
| ---- | -------------------------- | --------------- | ---------------------- | ------------ |
|      | 국가명부 (LN)              | 파시즘          | 베니토 무솔리니        | 여당         |
|      | 이탈리아 민중당 (PPI)      | 기독교 민주주의 | 알치데 데 가스페리     | 여당         |
|      | 단일사회당 (PSU)           | 사회민주주의    | 자코모 마테오티        | 야당         |
|      | 이탈리아 사회당 (PSI)      | 사회주의        | 티토 오로 노빌리       | 야당         |
|      | 이탈리아 공산당 (PCdI)     | 공산주의        | 안토니오 그람시        | 야당         |
|      | 이탈리아 자유당 (PLI)      | 자유주의        | 루이지 팍타            | 여당         |
|      | 이탈리아 민주자유당 (PLDI) | 자유주의        | 안토니오 살란드라      | 여당         |
|      | 이탈리아 공화당 (PRI)      | 공화주의        | 에우제니오 키에사      | 야당         |
|      | 사회민주당 (DS)            | 사회자유주의    | 조반니 안토니오 콜로나 | 여당         |
|      | 국민 파스케스 (FN)         | 비타협적 파시즘 | 체사레 포르니          | 야당         |

## 결과

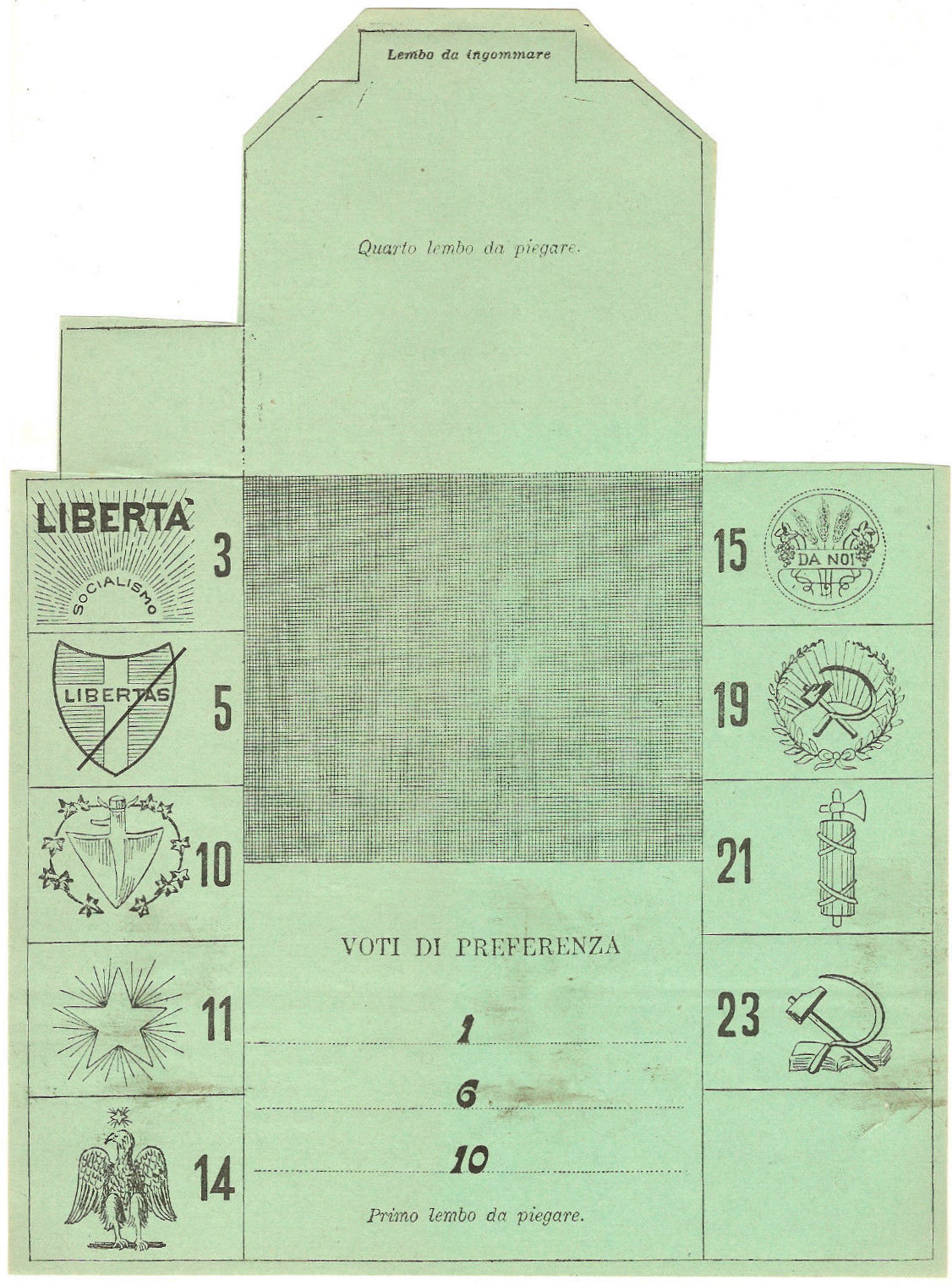
선거에 사용된 투표 용지

|  | 56.55% |

|  | 8.48% |

|  | 5.55% |

|  | 4.74% |

|  | 4.56% |

|  | 3.52% |

|  | 3.07% |

|  | 2.07% |

|  | 1.76% |

|  | 1.46% |

|  | 0.97% |

|  | 0.82% |

|  | 0.32% |

|  | 0.24% |

| \| 득표율 \| 득표율 \| 득표율 \| 득표율 \| 득표율 \| \| ------ \| ------ \| ------ \| ------ \| ------ \| \| \| \| \| \| \| \| LN \| LN \| \| 64.94% \| 64.94% \| \| PPI \| PPI \| \| 9.01% \| 9.01% \| \| PSU \| PSU \| \| 5.90% \| 5.90% \| \| PSI \| PSI \| \| 5.03% \| 5.03% \| \| PCdI \| PCdI \| \| 3.74% \| 3.74% \| \| PLI \| PLI \| \| 3.26% \| 3.26% \| \| PLDI \| PLDI \| \| 2.20% \| 2.20% \| \| PRI \| PRI \| \| 1.87% \| 1.87% \| \| DS \| DS \| \| 1.55% \| 1.55% \| \| PdCdI \| PdCdI \| \| 1.03% \| 1.03% \| \| SeT \| SeT \| \| 0.87% \| 0.87% \| \| PSdAz \| PSdAz \| \| 0.34% \| 0.34% \| \| FN \| FN \| \| 0.25% \| 0.25% \| |       |  |        |        |
| 득표율 |       |  |        |        |
| |       |  |        |        |
| LN | LN    |  | 64.94% | 64.94% |
| PPI | PPI   |  | 9.01%  | 9.01%  |
| PSU | PSU   |  | 5.90%  | 5.90%  |
| PSI | PSI   |  | 5.03%  | 5.03%  |
| PCdI | PCdI  |  | 3.74%  | 3.74%  |
| PLI | PLI   |  | 3.26%  | 3.26%  |
| PLDI | PLDI  |  | 2.20%  | 2.20%  |
| PRI | PRI   |  | 1.87%  | 1.87%  |
| DS | DS    |  | 1.55%  | 1.55%  |
| PdCdI | PdCdI |  | 1.03%  | 1.03%  |
| SeT | SeT   |  | 0.87%  | 0.87%  |
| PSdAz | PSdAz |  | 0.34%  | 0.34%  |
| FN | FN    |  | 0.25%  | 0.25%  |

| \| 의석 수 \| 의석 수 \| 의석 수 \| 의석 수 \| 의석 수 \| \| ------- \| ------- \| ------- \| ------- \| ------- \| \| \| \| \| \| \| \| LN \| LN \| \| 69.91% \| 69.91% \| \| PPI \| PPI \| \| 7.29% \| 7.29% \| \| PSU \| PSU \| \| 4.49% \| 4.49% \| \| PSI \| PSI \| \| 4.11% \| 4.11% \| \| PCdI \| PCdI \| \| 3.55% \| 3.55% \| \| PLI \| PLI \| \| 2.80% \| 2.80% \| \| PLDI \| PLDI \| \| 2.62% \| 2.62% \| \| DS \| DS \| \| 1.87% \| 1.87% \| \| PRI \| PRI \| \| 1.31% \| 1.31% \| \| PdCdI \| PdCdI \| \| 0.75% \| 0.75% \| \| SeT \| SeT \| \| 0.75% \| 0.75% \| \| PSdAz \| PSdAz \| \| 0.37% \| 0.37% \| \| FN \| FN \| \| 0.19% \| 0.19% \| |       |  |        |        |
| 의석 수 |       |  |        |        |
| |       |  |        |        |
| LN | LN    |  | 69.91% | 69.91% |
| PPI | PPI   |  | 7.29%  | 7.29%  |
| PSU | PSU   |  | 4.49%  | 4.49%  |
| PSI | PSI   |  | 4.11%  | 4.11%  |
| PCdI | PCdI  |  | 3.55%  | 3.55%  |
| PLI | PLI   |  | 2.80%  | 2.80%  |
| PLDI | PLDI  |  | 2.62%  | 2.62%  |
| DS | DS    |  | 1.87%  | 1.87%  |
| PRI | PRI   |  | 1.31%  | 1.31%  |
| PdCdI | PdCdI |  | 0.75%  | 0.75%  |
| SeT | SeT   |  | 0.75%  | 0.75%  |
| PSdAz | PSdAz |  | 0.37%  | 0.37%  |
| FN | FN    |  | 0.19%  | 0.19%  |

### 지역별
| 지역           | 제1당 | 제1당 | 제2당 | 제2당 | 제3당 | 제3당 |
| -------------- | ----- | ----- | ----- | ----- | ----- | ----- |
| 아브루초몰리세 |       | LN    |       | PSU   |       | PLDI  |
| 풀리아         |       | LN    |       | PLI   |       | PCdI  |
| 바실리카타     |       | LN    |       | PLDI  |       | DS    |
| 칼라브리아     |       | LN    |       | PLDI  |       | DS    |
| 캄파니아       |       | LN    |       | PLDI  |       | PSU   |
| 에밀리아로마냐 |       | LN    |       | PPI   |       | PSU   |
| 라치오         |       | LN    |       | PPI   |       | PSI   |
| 리구리아       |       | LN    |       | PSU   |       | PPI   |
| 롬바르디아     |       | LN    |       | PPI   |       | PSU   |
| 마르케         |       | LN    |       | PPI   |       | PSU   |
| 피에몬테       |       | LN    |       | PLI   |       | PSU   |
| 사르데냐       |       | LN    |       | PSdAz |       | PPI   |
| 시칠리아       |       | LN    |       | DS    |       | PLDI  |
| 트렌티노       |       | LN    |       | PPI   |       | SeT   |
| 토스카나       |       | LN    |       | PSU   |       | PPI   |
| 움브리아       |       | LN    |       | PPI   |       | PSI   |
| 베네토         |       | LN    |       | PPI   |       | PSI   |
| 베네치아줄리아 |       | LN    |       | PPI   |       | SeT   |